# Kai Wiesinger
Kai Wiesinger (Hannover, 16 aprile 1966) è un attore, produttore cinematografico e doppiatore tedesco.

## Biografia
Ha seguito corsi di recitazione già da ragazzo; nel 1990 ha debuttato sulle scene, come protagonista maschile di Harold e Maude.
Attore popolarissimo nel suo Paese, specializzato in ruoli brillanti, ha preso parte a molte serie tv, mentre al cinema lo si menziona soprattutto per Tutti lo vogliono, Honigmond e Comedian Harmonists, del quale è stato uno dei sei protagonisti.
Negli anni 90 ha fondato la casa di produzione Arranque.

## Filmografia parziale

### Televisione
- Inferno d'acqua (Terror in the Mall), regia di Norberto Barba – film TV (1998)
- Dresda, regia di Roland Suso Richter – film TV (2006)

## Doppiaggio
- Flik in A Bug's Life - Megaminimondo, Toy Story 2 - Woody e Buzz alla riscossa
- Rob Lowe in Austin Powers - La spia che ci provava
- Steve Zahn in Il dottor Dolittle 2
- Papà in Inside Out